# Mahatha ornatipes
Mahatha ornatipes là một loài cua nước ngọt trong họ Parathelphusidae. Chúng là loài đặc hữu của Sri Lanka.